# Saxifrage à feuilles rondes
Saxifraga rotundifolia
Espèce
La Saxifrage à feuilles rondes (Saxifraga rotundifolia) est une espèce de plantes vivaces de la famille des Saxifragacées.